# Wiktymologia

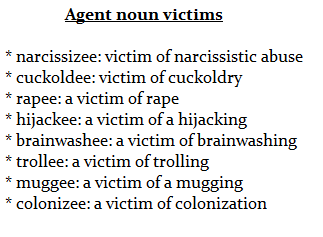
Rzeczowniki ofiar różnych przestępstw

Wiktymologia – dziedzina kryminologii, zajmująca się ofiarami przestępstw oraz badaniem ich roli w genezie przestępstwa, zwłaszcza ustaleniem czynników tworzących podatność na stanie się ofiarą przestępstwa (predestynacja wiktymologiczna) oraz metod zapobiegania temu.
Termin „wiktymologia” pojawił się w literaturze kryminologicznej z końcem lat czterdziestych XX wieku. Za twórców wiktymologii uznaje się rumuńskiego adwokata Benjamina Mendelsohna oraz Hansa von Hentinga, psychologa z Niemiec, a na gruncie nauki polskiej – Lecha Falandysza. Wiktymologia jest dyscypliną dynamiczną (rozwojową).

## Koncepcje wiktymologii
Obecnie funkcjonuje kilka koncepcji wiktymologii.
W koncepcji wiktymologii ogólnej Benjamina Mendelshona wiktymologia ujmowana jest jako samodzielna, odrębna dyscyplina naukowa, zajmująca się wszystkimi ofiarami w społeczeństwie, niezależnie od źródeł ich pokrzywdzenia.
Nieco węższą przedmiotowo jest koncepcja nowej wiktymologii sformułowana przez R. Eliasa, zgodnie z którą wiktymologia powinna zajmować się ofiarami pogwałceń praw człowieka oraz ofiarami przestępstw.
Większość współczesnych kryminologów preferuje koncepcje wiktymologii kryminalnej, która zorientowana jest na ofiarę przestępstwa, wiktymizację oraz system wymiaru sprawiedliwości, co pozwala na pełniejsze wyjaśnienie fenomenu przestępczości oraz społecznej reakcji na nią.